# Damasco (tecido)

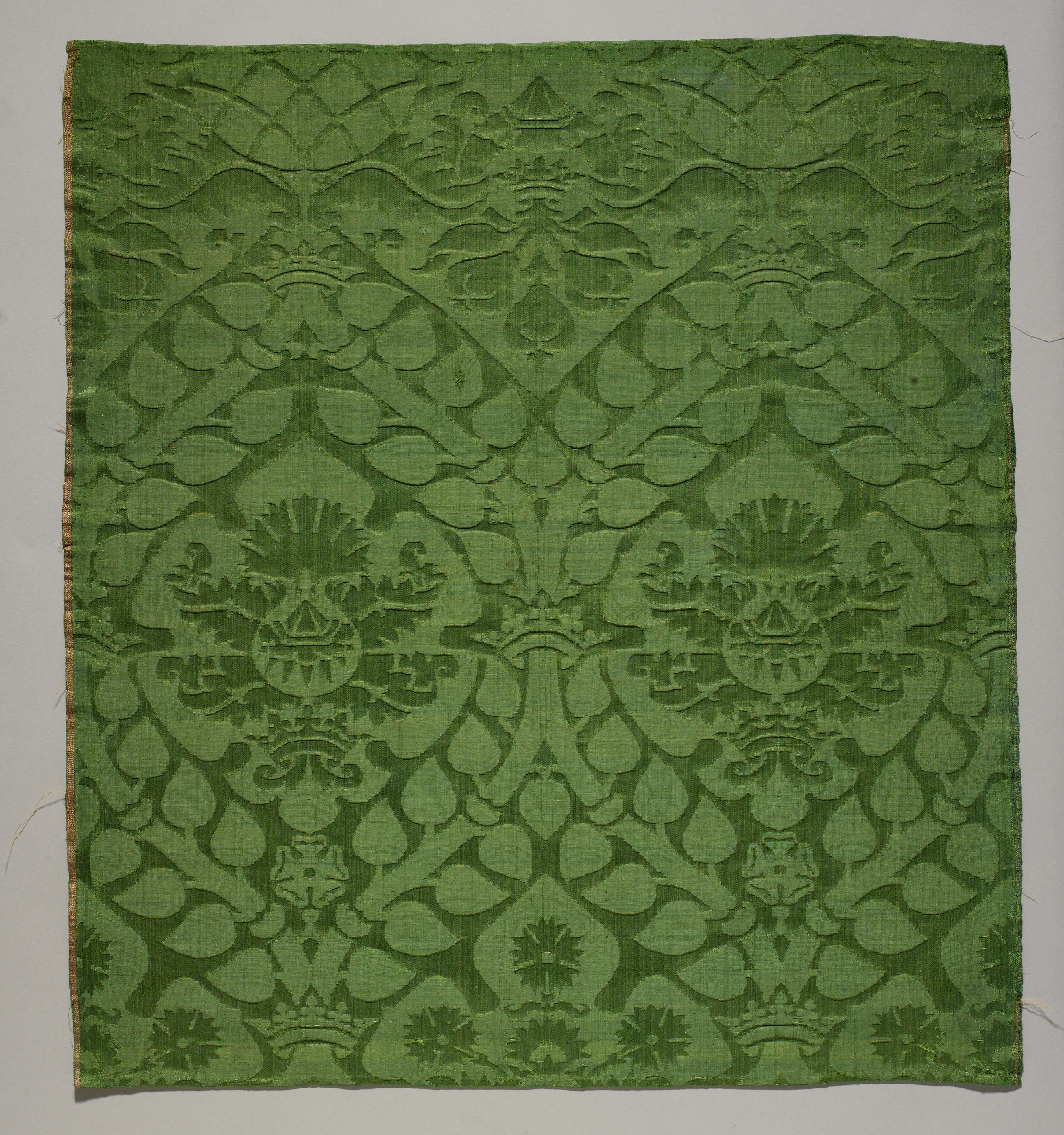
Damasco.

Em tapeçaria, o damasco é um tecido de grande qualidade, usualmente de seda (mas que também pode ser de lã, linho ou algodão), ornado em alto-relevo, originário da cidade de Damasco, capital da Síria.